# Zaletta luteus
Zaletta luteus är en insektsart som beskrevs av Evans 1941. Zaletta luteus ingår i släktet Zaletta och familjen dvärgstritar. Inga underarter finns listade i Catalogue of Life.